# Уайлд, Вик
Вик А́йван Уа́йлд (англ. Vic Ivan Wild, согласно российским документам — Виктор Айван Вайлд; род. 23 августа 1986, Уайт-Салмон, Вашингтон) — российский сноубордист. Заслуженный мастер спорта России (2014).
Двукратный олимпийский чемпион 2014 (единственный сноубордист, выигравший две золотые медали на одних Играх и единственный в истории представитель сборной России по сноуборду, выигравший олимпийское золото), бронзовый призёр Олимпийских игр 2022 года, бронзовый призёр чемпионата мира 2013 года, чемпион России 2013 года в параллельном гигантском слаломе. Серебряный призёр чемпионата США, победитель этапов Кубка мира.

## Биография
До сезона 2010/11 включительно выступал за США. Решил получить второе гражданство после того, как женился на российской сноубордистке Алёне Заварзиной (из-за процесса получения гражданства был вынужден полностью пропустить сезон 2011/12). Паспорт гражданина России Вик Уайлд получил в мае 2012 года.
В 2019 году начал выступления за сборную Татарстана.
В 2021 году развёлся с Алёной Заварзиной.
В 2022 году после бронзовой медали на Олимпиаде в Пекине объявил о завершении карьеры.
В сентябре 2023 года стал участником второго сезона шоу «Новые звёзды в Африке» на ТНТ.

## Спортивные достижения

### Выступления за сборную США

#### Общий зачёт
- 2009/2010 — 47 место (1358 очков)
- 2007/2008 — 163 место (358 очков)
- 2005/2006 — 244 место (81 очко)

#### Параллельные виды
- 2010/2011 — 19 место (1288 очков)
- 2009/2010 — 21 место (1358 очков)
- 2007/2008 — 40 место (358 очков)
- 2005/2006 — 62 место (81 очко)

| 2010-11 Итоги | 2010-11 Итоги | Ландграф | Лимоне Пьермонте | Лимоне Пьермонте | Теллюриде | Бад Гаштайн | ЧМ Ла Молина | ЧМ Ла Молина | Ёнпхён | Стоунхем | Москва | Вальмаленко | Ароза |
| Очков         | Место         | ПСЛ      | ПГС              | ПСЛ              | ПГС       | ПСЛ         | ПГС          | ПСЛ          | ПСЛ    | ПГС      | ПСЛ    | ПГС         | ПГС   |
| 1288          | 19            | 34       | 6                | 13               | 18        | 23          | 10           | 12           | 30     | 29       | 15     | 18          | 19    |

| 2009-10 Итоги | 2009-10 Итоги | Ландграф | Лимоне Пьермонте | Теллюриде | Теллюриде | Крайшберг | Нендаз | Стоунхем | Сюделфелд | Ванкувер ОИ | Москва | Вальмаленко | Ла Молина |
| Очков         | Место         | ПСЛ      | ПГС              | ПГС       | ПГС       | ПГС       | ПГС    | ПГС      | ПГС       | ПГС         | ПСЛ    | ПГС         | ПГС       |
| 1358          | 21            | 8        | CANC             | DSQ       | 20        | 33        | 14     | 16       | 16        | -           | 33     | 23          | 8         |

| 2007-08 Итоги | 2007-08 Итоги | Ландграф | Зёльден | Лимоне Пьермонте | Нендаз | Бад Гаштайн | Ла Молина | Ла Молина | Канвондо | Гудзё | Лейк Плэсид | Стоунхем | Валмаленко |
| Очков         | Место         | ПСЛ      | ПГС     | ПГС              | ПСЛ    | ПСЛ         | ПГС       | ПСЛ       | ПГС      | ПГС   | ПГС         | ПГС      | ПГС        |
| 358           | 40            | -        | -       | -                | -      | -           | -         | -         | 39       | 18    | 22          | 38       | 21         |

| 2005-06 Итоги | 2005-06 Итоги | Ландграф | Зёльден | Ла Релайс | Ла Релайс | Крайшберг | Кронплатц | Нендаз | ОИ Турин | Шуколово | Санкт-Петербург | Лейк Плэсид | Фурано |
| Очков         | Место         | ПСЛ      | ПГС     | ПГС       | ПГС       | ПГС       | ПГС       | ПСЛ    | ПГС      | ПСЛ      | ПСЛ             | ПГС         | ПГС    |
| 81            | 62            | -        | -       | -         | -         | -         | -         | -      | -        | 45       | 37              | 27          | -      |

### Выступления за сборную России

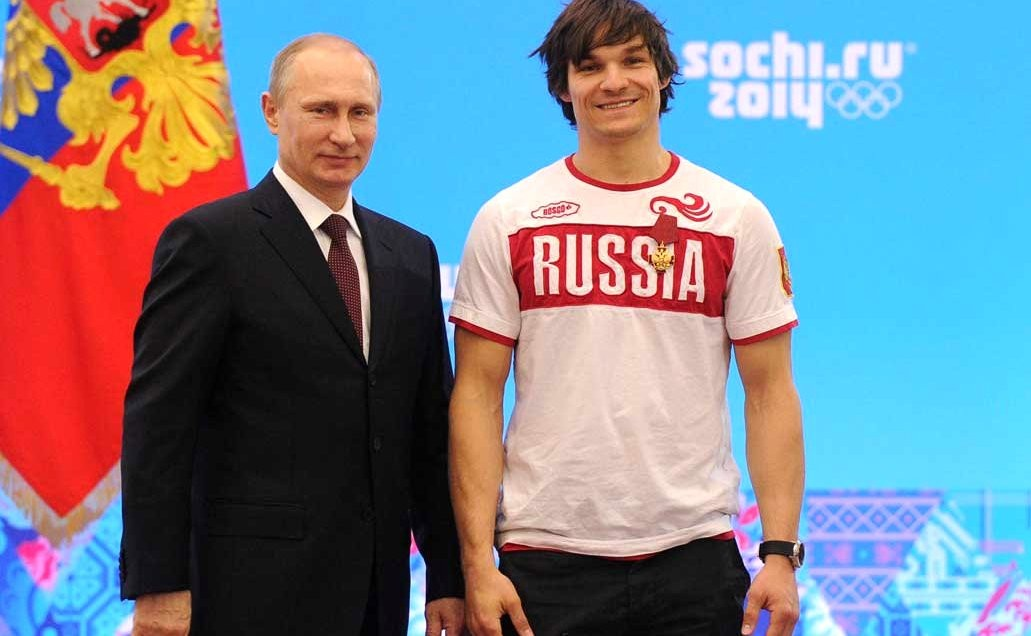
Владимир Путин и Вик Уайлд 24 февраля 2014

#### Сезон 2011—2012
После 11 сезонов, проведённых за сборную США, Вик решил сменить гражданство на российское после того, как женился на российской сноубордистке Алёне Заварзиной. Из-за процесса смены гражданства был вынужден полностью пропустить сезон 2011/12.

#### Сезон 2012—2013
21 декабря 2012 года, в сезоне 2012/2013, дебютировал на этапах Кубка мира за сборную России. В первой же гонке сезона, параллельном гигантском слаломе показал лучший результат в карьере, заняв 3 место, обойдя итальянца Роланда Фишналлера.

#### Сезон 2013—2014
19 февраля 2014 года стал олимпийским чемпионом Игр в Сочи в параллельном гигантском слаломе, а за несколько минут до этого его жена Алёна Заварзина завоевала бронзовую медаль в той же дисциплине у женщин. Золото Уайлда стало первым в истории для представителей России в олимпийских соревнованиях по сноуборду.
22 февраля завоевал ещё одну золотую медаль в копилку сборной России, теперь уже в параллельном слаломе. Тем самым он стал двукратным чемпионом Игр в Сочи.
| 2014-15 Итоги | 2014-15 Итоги | Карезза | Монтафон | Монтафон | Бад Гаштайн | Бад Гаштайн | ЧМ Крайшберг | ЧМ Крайшберг | Рогла | Сюделфельд | Асахикава | Асахикава | Москва | Винтерберг |
| Очков         | Место         | ПГС     | ПСЛ      | КГ/ПСЛ   | ПСЛ         | КГ/ПСЛ      | ПГС          | ПСЛ          | ПГС   | ПГС        | ПГС       | ПСЛ       | ПСЛ    | ПСЛ        |
| 2770          | 2             | 8       | 7        | 6        | 9           | —           | 7            | 7            | 1     | 2          |           |           |        |            |

| 2013-14 Итоги | 2013-14 Итоги | Карезза | Карезза | Бад Гаштайн | Бад Гаштайн | Рогла | Сюделфельд | ОИ Сочи | ОИ Сочи | Ла Молина |
| Очков         | Место         | ПГС     | ПСЛ     | ПСЛ         | ПСЛ         | ПГС   | ПГС        | ПГС     | ПСЛ     | ПГС       |
| 2285          | 4             | 7       | 27      | 20          | 1           | 5     | 8          | 1       | 1       | CANC      |

| 2012-13 Итоги | 2012-13 Итоги | Карезза | Бад Гаштайн | Бад Гаштайн | ЧМ Стоунхем | ЧМ Стоунхем | Сюделфельд | Рогла | Сочи | Сочи | Москва | Ароза | Ла Молина | Сьерра-Невада |
| Очков         | Место         | ПГС     | ПСЛ         | ПСЛ         | ПГС         | ПСЛ         | ПГС        | ПГС   | ПГС  | ПСЛ  | ПСЛ    | ПГС   | ПГС       | ПГС           |
| 2110          | 9             | 3       | 33          | 4           | 3           | 9           | CANC       | 12    | 20   | CANC | 6      | 18    | 10        | CANC          |

## Награды и звания
- Орден «За заслуги перед Отечеством» IV степени (2014) — за большой вклад в развитие физической культуры и спорта, высокие спортивные достижения на XXII Олимпийских зимних играх 2014 года в городе Сочи[5];
- Медаль ордена «За заслуги перед Отечеством» II степени (2022) — за высокие спортивные достижения, волю к победе, стойкость и целеустремлённость, проявленные на XXIV Олимпийских зимних играх 2022 года в городе Пекине (Китайская Народная Республика)[15].
- Заслуженный мастер спорта России (2014)[4].
- Медаль ордена «За заслуги перед Республикой Татарстан» (2022) — за достижение высоких спортивных результатов на XXIV Олимпийских зимних играх 2022 года в городе Пекине (КНР)[16].